# Сент-Джеймс Парк
О парке см. Сент-Джеймсский парк
«Сент-Джеймс Парк» (англ. St James' Park) — футбольный стадион, расположенный в Ньюкасл-апон-Тайн, Англия. Домашняя арена футбольного клуба «Ньюкасл Юнайтед». Вместимость стадиона составляет 52 405 зрителей, что делает его седьмым среди клубных и восьмым среди всех футбольных стадионов Англии по этому показателю. В конце 2011 года был переименован в «Спорт-Директ Арена», в октябре 2012 года стадиону было возвращено историческое название.
В 1996 году принимал матчи чемпионата Европы по футболу (3 игры), в 2012 году принимал матчи футбольного турнира летних Олимпийских игр (6 игр), осенью 2015 года принимал матчи  чемпионат мира по регби (3 игры групповой стадии). 7 раз на стадионе играла сборная Англии по футболу, последний раз весной 2005 года в рамках отборочного турнира чемпионата мира 2006 года.
Помимо футбола, стадион используется как арена для международных соревнований, рок-концертов и т. д.

## История

### Начальная история
Один из самых старых спортивных сооружений на северо-востоке Англии, построенный ещё в середине XIX века. В 1880 году «Ньюкасл Рейнджерс» впервые поиграли там в футбол, проведя тренировочный матч. Долгое время стадион находился фактически без хозяина, но в 1892 году, после объединения двух местных клубов «Ньюкасл Ист-Энд» и «Ньюкасл Вест-Энд» в «Ньюкасл Юнайтед», стадион перешёл ему во владение. Вскоре, в 1899 году на стадионе появились стоячие трибуны и вместимость стадиона увеличилась до 28 тысяч человек. Спустя десятилетие, в 1906 году, после реконструкции, стадион смог вместить 60 тысяч.

### В XX веке
В 1987 году городской совет Ньюкасла распорядился закрыть Западную трибуну, которая была знаменита своей ужасающей для соперников, чёрно-белой надписью на стене «NEWCASTLE UNITED». После этого, вместо неё построили новую трибуну, названную в честь игрока «Ньюкасла» Джеки Милбурна — «Milburn Stand».
После трагедии на «Хиллсборо» в 1989 году, футбольные власти решили, что стоячие сектора для зрителей опасны, и запретили их. У клуба на тот момент не было денег, чтобы реконструировать стадион, но на помощь «сорокам» пришёл болельщик сэр Джон Холл. Он потратил 14 миллионов фунтов из собственного кармана на реконструкцию, а в 1993 году выделил деньги на строительство другой трибуны, которую назвали в его честь — «Sir John Hall Stand».
В 1996 году принимал матчи чемпионата Европы по футболу, а именно матчи группы B с участием сборной Франции, сборной Румынии и сборной Болгарии.

### XXI век
В 2000 году на стадионе прошла последняя реконструкция, благодаря которой вместимость стадиона увеличилась до 52 405 человек.
10 ноября 2011 года на официальном сайте клуба была опубликована новость о временном переименовании стадиона на «Sports Direct Arena» для привлечения инвестиций и продажи названия заинтересованным сторонам. Это вызывало бурное негодование среди болельщиков и футбольной общественности. Фанаты протестовали против данного решения и репутация владельца клуба Майка Эшли продолжала стремительно падать.
9 октября 2012 года стадиону было возвращено оригинальное название в ходе спонсорской сделки клуба с «Wonga».